# محمد الرقاد
محمد كاسب الرقاد هو طبيب أردني برتبة عميد واستشاري وراثة سريرية في الخدمات الطبية الملكية في الأردن ومكتشف متلازمة الرقاد التي سميت نسبة له.

## المؤهلات العلمية
- حصل الدكتور الرقاد على شهادة البكالوريوس في الطب من الجامعة الأردنية في عام 1991. كما نال في عام 2004 شهادة الماجستير في علم الوراثة السريرية من جامعة غلاسكو ثم حصل على الدكتوراه في نفس التخصص من جامعة نيوكاسل في عام 2011.[5]
- البورد الأردني من المجلس الطبي الأردني عام 1997.
- الرخصة الدائمة لمزاولة الطب في الأردن منذ عام 1992.
- الرخصة الدائمة لمزاولة طب الأطفال في الأردن منذ عام 1997.[6]

## مناصب شغلها
- رئيس شعبة الوراثة في الخدمات الطبية الملكية في مستشفى الملكة رانيا العبد الله في مدينة الحسين الطبية.
- مدير المستشفى الميداني الأردني في قطاع غزة في عام 2013.
- عضوية جمعية طب الأطفال الأردنية.
- عضوية الجمعية الطبية الأردنية.
- أخصائي طب الأطفال في مستشفى رام الله في فلسطين عام 2000.
- محاضر غير متفرغ في كلية الطب في جامعة العلوم والتكنولوجيا الأردنية منذ عام 2011.[6][5]

## جوائز حاز عليها
- ميدالية الناتو تقديرا لجهوده في المستشفى الميداني في كوسوفو في الفترة ما بين عامي 1999 و2000.
- وسام الاستحقاق العسكري من الملك عبدالله الثاني لقاء جهوده في البحث العلمي عام 2015.

## روابط خارجية
- اكتشاف مرض جيني متنحي جديد على مستوى العالم، القيادة العامة للقوات المسلحة الأردنية.
- أبحاثه المنشورة، جوجل سكولر.